# Мирко Авлијаш
Мирко Авлијаш, (Крупац, 24. фебруар 1939 – 30. април 2011, Београд) је био југословенски и српски дизач тегова. Био је репрезентативац Југославије.
Почео је да тренира у Спортском друштву "Жељезничар" и наставио у Клубу дизача тегова "Босна". Постао је рекордер Југославије 1960, у дисциплини извлачење, са подигнутих 135 кг, а касније је обарао државне рекорде у дисциплинама извлачење, избачај и триатлон (у средњој тешкој категорији до 90 кг и тешкој преко 90 кг).
Државни апсолутни рекорд у избачају остварио је са постигнутих 157,5 кг. Са екипом "Босне" освајао је првенство и Куп Југославије 1962, 1963. и 1964, када је наступао и у Купу подунавских земаља (у Букурешту, Будимпешти и Љубљани). За репрезентацију Југославије такмичио се више од 30 пута. Заслужни је спортиста Југославије и добитник бројних спортских и друштвених признања.